# Bełchów (gromada)
Bełchów – dawna gromada, czyli najmniejsza jednostka podziału terytorialnego Polskiej Rzeczypospolitej Ludowej w latach 1954–1972.
Gromady, z gromadzkimi radami narodowymi (GRN) jako organami władzy najniższego stopnia na wsi, funkcjonowały od reformy reorganizującej administrację wiejską przeprowadzonej jesienią 1954 do momentu ich zniesienia z dniem 1 stycznia 1973, tym samym wypierając organizację gminną w latach 1954–1972.
Gromadę Bełchów siedzibą GRN w Bełchowie utworzono – jako jedną z 8759 gromad na obszarze Polski – w powiecie łowickim w woj. łódzkim, na mocy uchwały nr 33/54 WRN w Łodzi z dnia 4 października 1954. W skład jednostki weszły obszary dotychczasowych gromad Bełchów, Dzierzgów, Dzierzgówek, Chyleniec i Michałówek ze zniesionej gminy Nieborów w tymże powiecie. Dla gromady ustalono 22 członków gromadzkiej rady narodowej.
1 stycznia 1958 do gromady Bełchów przyłączono obszar zniesionej gromady Stachlew (bez wsi Sielce).
Gromada przetrwała do końca 1972 roku, czyli do kolejnej reformy gminnej.